# باراونگ، نیو ساوت ولز
باراونگ (به انگلیسی: Burrawang) یک منطقهٔ مسکونی در استرالیا است که در نیو ساوت ولز واقع شده‌است.